# Мейер-Рабинген, Герман
Герман Мейер-Рабинген (нем. Hermann Meyer-Rabingen; 7 августа 1887 — 21 февраля 1961) — германский военачальник, генерал-лейтенант (1941), участник Первой и Второй мировых войн. Кавалер Рыцарского креста Железного креста (1942).

## Биография
Поступил на службу в прусскую армию общегерманских войск в 1906 году, с 1908 года — лейтенант, с 1913 года служил в Германской Восточной Африке. 
Во время Первой мировой войны сражался в Германской Восточной Африке под началом П. фон Леттов-Форбека, 27 января 1915 года получил звание обер-лейтенанта, 18 апреля 1917 года — капитана. Заслужил Железный крест обоих классов. По окончании войны попал в плен, из которого вернулся в Германию в начале 1919 года. 
1 августа 1919 года назначен командиром роты в 1-м пехотном полку фрайкорпуса, которым командовал его бывший начальник генерал П. фон Леттов-Форбек, участвовал в подавлении восстания спартакистов в Гамбурге. 
Позже — в рейхсвере. 15 октября 1926 года получил назначение в штаб 2-го батальона 6-го пехотного полка, с 1 апреля 1927 года служил в штабе 3-й кавалерийской дивизии, 1 апреля 1930 года получил звание майора. 1 апреля 1933 года назначен командиром батальона 18-го пехотного полка, 1 апреля 1934 года получил звание подполковника. С 16 апреля 1935 года — командир участка Глогау. 1 марта 1936 года получил звание полковника, с 1 мая 1937 года — командир 109-го пехотного полка, с которым участвовал в позиционной войне на Западном фронте в начале Второй мировой войны. 25 октября 1939 года назначен командиром 431-й дивизии в районе Калиша, 1 ноября 1939 года получил звание генерал-майора. 1 декабря 1939 года назначен командиром 197-й пехотной дивизии, с которой участвовал во Французской кампании (1940). 
С августа 1941 года командовал 197-й дивизией в войне против СССР, в составе VII армейского корпуса участвовал боях под Рославлем и в наступлении на Москву. 1 ноября 1941 года получил звание генерал-лейтенанта, 12 января 1942 года награжден Рыцарским крестом Железного креста. 1 апреля 1942 года переведен в резерв фюрера.
20 сентября 1942 года назначен командиром 159-й резервной дивизии, 20 июня 1944 года снова переведен в резерв фюрера.
1 июля 1944 года назначен командиром 404-й дивизии, которая занималась боевой подготовкой в IV военном округе (Дрезден). С 29 января 1945 года — комендант Франкфурта-на Одере, этот пост он занимал до 12 февраля 1945 года. 27 марта 1945 года вновь принял командование 404-й дивизией. 
По окончании войны попал в плен, из которого был освобождён 1 августа 1945 года.
В 1952 году избран мэром Мелле (земля Нижняя Саксония) в качестве независимого кандидата, занимал этот пост до 1956 года. 